# Августа Саксен-Майнінгенська
Августа Саксен-Майнінгенська, повне ім'я Августа Луїза Адельгейда Кароліна Іда Саксен-Майнінгенська (нім. Augusta Luise Adelheid Karoline Ida von Sachsen-Meiningen, 6 серпня 1843— 11 листопада 1919) — принцеса Саксен-Майнінгенська, донька герцога Саксен-Майнінгену Бернхарда II та Марії Фредеріки Гессен-Кассельської, дружина принца Моріца Саксен-Альтенбурзького, матір останнього герцога Саскен-Альтенбургу Ернста II.

## Життєпис
Августа народилась 6 серпня 1843 року у Майнінгені. Вона була другою дитиною та єдиною донькою в родині герцога Саксен-Майнінгену Бернхарда II та його дружини Марії Фредеріки. Мала старшого брата Георга. Не зважаючи на велику різницю в віці, між ними були добрі відносини. Обоє дуже любили театр.
У 19-річному віці принцеса пошлюбилася із Моріцем Саксен-Альтенбурзьким, якому за кілька днів виповнювалося 33. Наречений був молодшим братом правлячого герцога Саксен-Альтенбурзькогоу Ернста I. Весілля пройшло 15 жовтня 1862 у Майнінгені. У подружжя з'явилося п'ятеро дітей. Моріц помер 1907 року. Августа пережила його та двох доньок, пішовши з життя 11 листопада 1919.

## Родина
Чоловік — Моріц Саксен-Альтенбурзький
Діти:
- Марія Анна (1864—1918) — дружина князя Георга Шаумбург-Ліппського, мала дев'ятеро дітей;
- Єлизавета (1865—1927) — дружина великого князя Російської імперії Костянтина Костянтиновича, мала дев'ятеро дітей;
- Маргарита Марія (1867—1882) — пішла з життя у віці 15 років;
- Ернст (1871—1955) — останній герцог Саксен-Альтенбургу у 1908—1918, був одружений з Адельгейдою Шаумбург-Ліппською, мав із нею четверо дітей, згодом вступив у морганатичною союз із Марією Трібель;
- Луїза Шарлотта (1873—1953) — дружина герцога Ангальтського Едуарда, мала із ним шестеро дітей.